# Coppa della Lituania (calcio a 5)
La Coppa della Lituania di calcio a 5 (in lituano LFF Futsal Taurė) è una competizione calcettistica riservata a squadre maschili affiliate alla Federazione calcistica della Lituania, ente organizzatore della manifestazione. È il secondo torneo di calcio a 5 per importanza in Lituania dopo la massima divisione del campionato nazionale.

## Storia
La prima edizione della Coppa della Lituania è stata vinta dalla squadra "veterani" dell'Inkaras Kaunas. Per sette anni, tra il 2005 e il 2012, la competizione non è stata disputata, riprendendo nella stagione 2012-2013 con la vittoria dell'SC-Stihl. L'ascesa del Vytis, divenuto Žalgiris nel 2021, ha monopolizzato il secondo decennio della Coppa: tra il 2017 e il 2024 la squadra di Kaunas ha vinto sette edizioni – di cui cinque consecutive – che la rendono la società lituana più blasonata.

## Albo d'oro
- 1998-1999:  Inkaro veteranai (1)
- 1999-2000:  Vasta Šiauliai (1)
- 2000-2001:  Nafta Mazeikiai (1)
- 2001-2002:  Inkaras Kaunas (1)
- 2002-2003:  Inkaras Kaunas (2)
- 2003-2004:  Alytis Alytus (1)
- 2004-2005:  Alytis Alytus (2)
- 2005-2012: non disputata
- 2012-2013:  SC-Stihl (1)
- 2013-2014:  Lokomotyvas Radviliškis (1)
- 2014-2015:  Baltija Panevėžys (1)
- 2015-2016:  KU (1)
- 2016-2017:  Vytis (1)
- 2017-2018:  Vytis (2)
- 2018-2019:  Vytis (3)

- 2019-2020:  Vytis (4)
- 2020-2021:  Vytis (5)
- 2021-2022:  Vikingai (1)
- 2022-2023:  Žalgiris (6)
- 2023-2024:  Žalgiris (7)
- 2024-2025:  Vikingai (2)